# Вистелиус, Иван Иванович
Иван Иванович Вистелиус (1802—1872) — русский художник, академик Императорской Академии художеств.

## Биография
Родился в 1802 году в семье столярного мастера. В 1813 году был определён в Академию художеств. В конце обучения отмечался медалями: 1825 год — 2-я серебряная медаль; 1826 года — 1-я серебряная медаль; 1827 год — 2-я золотая медаль за программу «Подвиг Киевлянина, переплывшего Днепр для сообщения важного известия ради спасения семейства своего Государя и избавления Киева от осады печенегов». В 1827 году был выпущен с аттестатом 1-й степени на звание художника XIV класса. В 1831 году — «назначенный»; в 1848 году получил звание академика; с 1859 года — адьюнкт-профессор академии. В 1866 году имел чин коллежского советника. В 1871 году был уволен от службы.
Умер 4 (16) февраля 1872 года. Похоронен на Смоленском православном кладбище.

## Семья
Был дважды женат.
- Первый брак: 20 января 1829 года, с дочерью титулярного советника Марией Ивановной Ивановой (?—1852). У них родились:
  - Николай — 20 сентября 1829 года;
  - Елена — 27 апреля 1844 года — писательница, переводчица, автор повести «Наборщица»[2], участница Женской издательской артели[3].

- После смерти первой жены, 2 сентября 1853 года женился на 25-летней дочери обер-гиттенфервалтера 8-го класса Александра Петрова Грачёва, Екатерине Александровне[4]. Известно об их детях: 
  - Ольга родилась 18 марта 1861 года,
  - Николай — 13 сентября 1863 года[5][6],
  - Мария — 8 октября 1866 года[7].